# Good Morning Judge
Good Morning Judge (How Are You Today) is een single van de Britse muziekgroep 10cc. Het lied is afkomstig van de elpee Deceptive Bends, het eerste album dat verscheen na de breuk tussen Eric Stewart en Graham Gouldman enerzijds en Lol Creme en Kevin Godley anderzijds. Met The Things We Do for Love had de tandem Stewart en Gouldman al bewezen dat ze ook zonder de andere heren hitsingles konden produceren.
Het lied gaat over twee misdaden; eerst op stap met een mooie meid en vervolgens de liefde voor een nieuwe auto. De beschuldigde kon deze niet betalen en stal haar: I found a car but I couldn’t pay; I fell in love and I drove it away. Hij kon er niets aan doen; sluit me maar op.
B-kant was Don’t Squeeze Me like Toothpaste, dat niet op het originele album verscheen, maar wel op de geremasterde versie.

## Musici
- Eric Stewart- eerste zangstem, gitaar, synthesizer
- Graham Gouldman – basgitaar, percussie, achtergrondzang
- Paul Burgess – slagwerk, percussie

## Lijsten
| "Good Morning Judge" in de Nederlandse Top 40 - week 19 | "Good Morning Judge" in de Nederlandse Top 40 - week 19 | "Good Morning Judge" in de Nederlandse Top 40 - week 19 | "Good Morning Judge" in de Nederlandse Top 40 - week 19 | "Good Morning Judge" in de Nederlandse Top 40 - week 19 | "Good Morning Judge" in de Nederlandse Top 40 - week 19 | "Good Morning Judge" in de Nederlandse Top 40 - week 19 | "Good Morning Judge" in de Nederlandse Top 40 - week 19 | "Good Morning Judge" in de Nederlandse Top 40 - week 19 |
| Week                                                    | 1                                                       | 2                                                       | 3                                                       | 4                                                       | 5                                                       | 6                                                       | 7                                                       | 8                                                       |
| ------------------------------------------------------- | ------------------------------------------------------- | ------------------------------------------------------- | ------------------------------------------------------- | ------------------------------------------------------- | ------------------------------------------------------- | ------------------------------------------------------- | ------------------------------------------------------- | ------------------------------------------------------- |
| Nummer                                                  | 26                                                      | 21                                                      | 11                                                      | 11                                                      | 15                                                      | 24                                                      | 39                                                      | uit                                                     |

| "Good Morning Judge" in de Nederlandse Nationale Hitparade - Binnen: 07-05-1977 | "Good Morning Judge" in de Nederlandse Nationale Hitparade - Binnen: 07-05-1977 | "Good Morning Judge" in de Nederlandse Nationale Hitparade - Binnen: 07-05-1977 | "Good Morning Judge" in de Nederlandse Nationale Hitparade - Binnen: 07-05-1977 | "Good Morning Judge" in de Nederlandse Nationale Hitparade - Binnen: 07-05-1977 | "Good Morning Judge" in de Nederlandse Nationale Hitparade - Binnen: 07-05-1977 | "Good Morning Judge" in de Nederlandse Nationale Hitparade - Binnen: 07-05-1977 | "Good Morning Judge" in de Nederlandse Nationale Hitparade - Binnen: 07-05-1977 |
| Week                                                                            | 1                                                                               | 2                                                                               | 3                                                                               | 4                                                                               | 5                                                                               | 6                                                                               | 7                                                                               |
| ------------------------------------------------------------------------------- | ------------------------------------------------------------------------------- | ------------------------------------------------------------------------------- | ------------------------------------------------------------------------------- | ------------------------------------------------------------------------------- | ------------------------------------------------------------------------------- | ------------------------------------------------------------------------------- | ------------------------------------------------------------------------------- |
| Nummer                                                                          | 21                                                                              | 17                                                                              | 12                                                                              | 12                                                                              | 14                                                                              | 24                                                                              | uit                                                                             |

### NPO Radio 2 Top 2000
| Nummer met noteringen in de NPO Radio 2 Top 2000 | '03  | '04  | '05-'06 | '07  | '08  | '09  | '10 | '11  |
| ------------------------------------------------ | ---- | ---- | ------- | ---- | ---- | ---- | --- | ---- |
| Good Morning Judge                               | 1305 | 1407 | -       | 1576 | 1980 | 1940 | -   | 1934 |

1. ↑  Een '-' betekent dat het nummer niet was genoteerd en een vetgedrukt getal geeft de hoogste notering aan.
2. ↑  2003 was het eerste jaar met een notering voor dit nummer.
3. ↑  Deze tabel is bijgewerkt tot en met de laatste editie (2024).

Graham Gouldman · Eric Stewart · Kevin Godley · Lol Creme

Paul Burgess · Rick Fenn · Stuart Tosh · Duncan Mackay · Tony O'Malley